# 洪冀昌
洪冀昌，河南人，是一名清朝政治人物。
洪冀昌曾于1908年接替王念祖短暂担任代理南汇县知县一职，次年由毕培先接任。